# Clitoria pozuzoensis
Clitoria pozuzoensis är en ärtväxtart som beskrevs av James Francis Macbride. Clitoria pozuzoensis ingår i släktet Clitoria, och familjen ärtväxter.

## Underarter
Arten delas in i följande underarter:
- C. p. pozuzoensis
- C. p. schunkei